# Třída L&T
Třída L&T je třída rychlých hlídkových člunů indické pobřežní stráže. Mezi jejich úkoly patří pobřežní hlídkování, protipašerácké operace a mise SAR. Celkem bylo objednáno 54 člunů této třídy. Dodány byly v letech 2012–2020. Zahraničními uživateli třídy jsou Mosambik a Seychely.

## Stavba

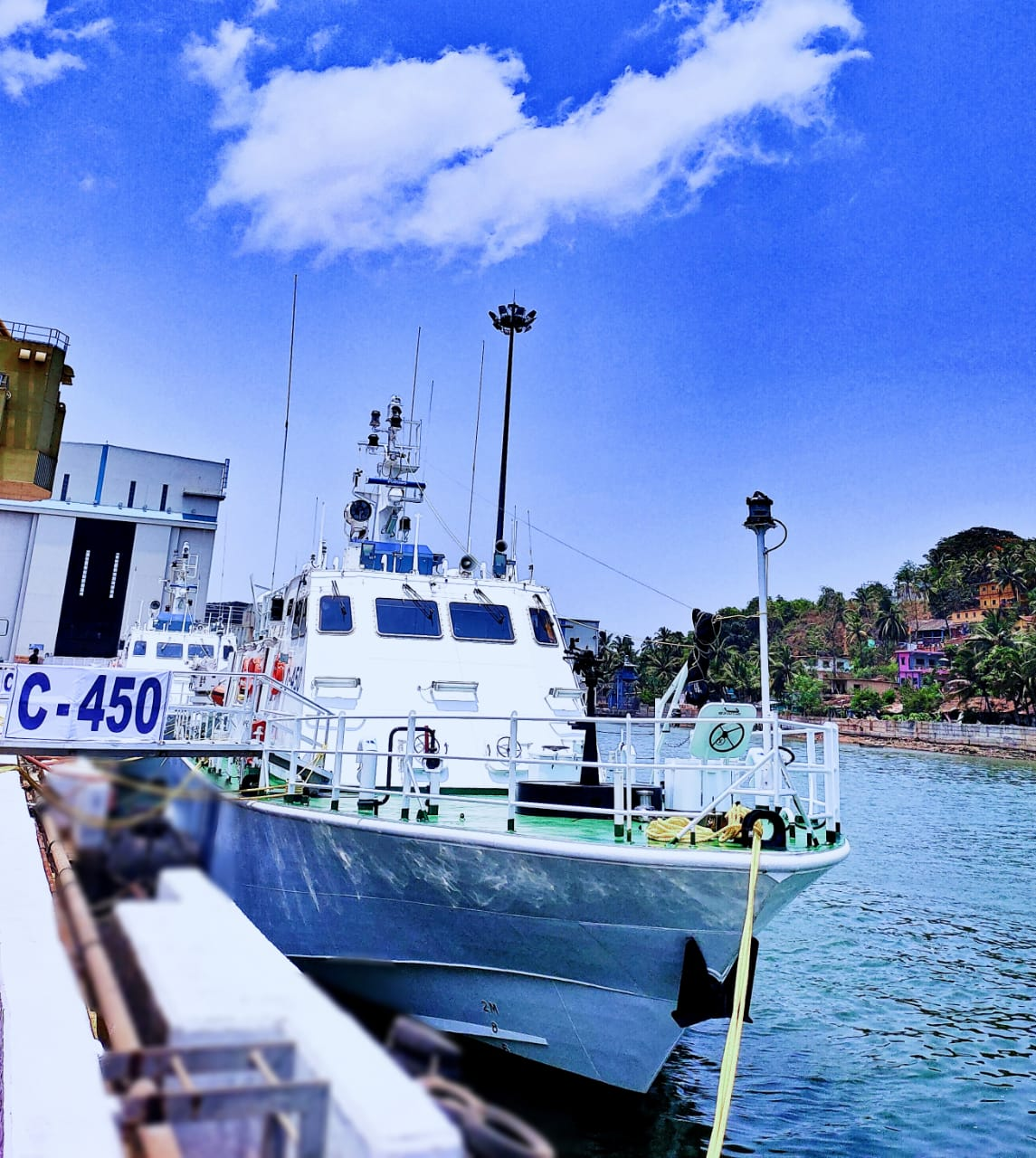
C-450

Plavidla vyvinula a staví indická loděnice Larsen & Toubro v Bombaji. Dne 22. března 2010 získala první zakázku na 36 plavidel, na kterou 22. ledna 2013 navázala druhá objednávka na 18 plavidel. Celkem tedy bylo objednáno 54 člunů této třídy. Prototypové plavidlo C-401 bylo do služby přijato 20. prosince 2012. Dne 14. června 2018 byl dodán v pořadí čtyřicátý člun C-440. Poslední jednotka C-454 byla dodána 29. listopadu 2020.

## Konstrukce
Čluny mají trup ze slitin hliníku. Kromě 13 členů posádky mohou převážet až 10 dalších osob. Jsou vybaveny 4,7metrovým člunem RHIB. Výzbroj tvoří jeden 12,7mm a jeden 7,62mm kulomet. Pohonný systém tvoří dva diesely Caterpillar Marine Power Systems 3516C pohánějící dvě vodní trysky Marine Jet Power (MJP). Nejvyšší rychlost dosahuje 45 uzlů. Dosah je 500 námořních mil při rychlosti 20 uzlů.

## Uživatelé
- Indie – Indická pobřežní stráž je hlavním uživatelem třídy.

- Mosambik – Mosambické námořnictvo získalo darem dvě plavidla. Převzata byla 29. července 2019.[6]

- Seychely – Seychelská pobřežní stráž 21. ledna 2016 uvedla do provozu darem indický člun C-405, který byl pojmenován Hermes.[7] Dne 25. února 2025 byla opět uvedena do provozu darem indická čluna C-449, která byla pojmenována Boudeuse.